# Liste des lacs en république du Congo
La liste des lacs en république du Congo fournit un inventaire incomplet des étendues d'eau présentes sur le territoire national.